# 博洛尼亚宣言
《博洛尼亚宣言》是博洛尼亚进程的纲领性文件。由29个欧洲国家的教育部长于1999年在意大利的博洛尼亚正式签署。

## 背景和概况
欧洲各国的高等教育体系结构复杂，彼此相异，导致跨国人才交流和留学的诸多不便。1997年4月8-11日，欧洲理事会与联合国教科文组织在葡萄牙首都里斯本召开会议并通过了《欧洲地区高等教育资格承认公约》（简称《里斯本公约》）。该公约是欧洲地区涉及高等教育的唯一具有约束力的文书，是奠定“博洛尼亚进程”的基础文件。1999年6月，欧洲29个国家的教育部长在博洛尼亚举行会议，共同探讨2010年建成欧洲高等教育区并完善欧洲共同的高等教育体系等问题，并签署了《博洛尼亚宣言》。
宣言的主要目标包括：
- 建立容易理解以及可以比较的学位体系；

- 致力于建立一个以两阶段模式（本科-硕士/博士）为基础的高等教育体系；

- 建立学分体系；

- 促进师生和学术人员流动，克服人员流动的障碍；

- 保证欧洲高等教育的质量；

- 促进欧洲范围内的高等教育合作。

## 后续
在随后的部长级双年度评价会议上，各国又共同发布了《布拉格公告》（2001年）、《柏林公告》（2003年）、《柏根公告》（2005年）以及《伦敦公告》（2007年）。
下一次双年会将于2009年4月28-29日在比利时的鲁汶召开。